# MasterCard Classic
MasterCard Classic är en golftävling på den amerikanska LPGA-touren för damer.
Det är en av säsongens första tävlingar på LPGA-touren och äger rum utanför Mexico City. Den spelades första gången 2005 och segraren de två första åren var Annika Sörenstam.

## Segrare
| År   | Segrare           |
| 2008 | Louise Friberg    |
| 2007 | Maeghan Francella |
| 2006 | Annika Sörenstam  |
| 2005 | Annika Sörenstam  |